# Sim Var
Sim Var (ur. 1906, zm. 1989) – kambodżański polityk.
Był jednym ze współzałożycieli pisma Nagara Vatta (1936), które wkrótce stało się organem nacjonalistycznie nastawionych intelektualistów. W latach późniejszych działał w Partii Demokratycznej (należał do jej umiarkowanego skrzydła). Pełnił funkcję ministra obrony (1953 i 1958), po utworzeniu przez Norodoma Sihanouka Sangkumu (23 marca 1955) stanął na jego czele. Przewodniczył Zgromadzeniu Narodowemu (1955-1956), był ministrem spraw zagranicznych (1957-1958), natomiast od 27 lipca 1957 do 11 stycznia 1958 oraz od 24 kwietnia do 10 lipca 1958 kierował rządem. Następnie został ambasadorem w Japonii.